# Al costat de casa
Al costat de casa (originalment en castellà, Cerca de tu casa) és una pel·lícula musical de 2015 dirigida per Eduard Cortés i produïda per Bausan Films. El film afronta el drama dels desnonaments des del musical i és protagonitzat per Sílvia Pérez Cruz, amb cançons i música compostes per ella, juntament amb Lluís Homar, Adriana Ozores, Iván Massagué, Manuel Morón, Ivan Benet i Oriol Vila. S'ha doblat al català, tot mantenint les cançons originals en castellà.

## Argument
El film explica la història d'una família que no pot fer front al pagament de la hipoteca i es veu obligada a anar a viure a casa dels pares de la dona que interpreta Sílvia Pérez Cruz (Sónia). La situació es complica quan el banc vol executar l'embargament del pis dels pares.

## Repartiment[5]
- Sílvia Pérez Cruz, com a Sónia
- Iván Massagué com a Dani
- Adriana Ozores com a Mercedes
- Manuel Morón com a Martín
- Lluís Homar com a Tomás
- Oriol Vila com a Pablo
- Victòria Pagès com a directora del banc
- Ivan Benet com a policia Jaime
- Montse Morillo com a policia Lucía